# Lock Haven
Lock Haven es una ciudad ubicada en el condado de Clinton en el estado estadounidense de Pensilvania. En el año 2000 tenía una población de 9,149 habitantes y una densidad poblacional de 1,334 personas por km².

## Geografía
Lock Haven se encuentra ubicada en las coordenadas 41°08′16″N 77°27′03″O / 41.13778, -77.45083.

## Demografía
Según la Oficina del Censo en 2000 los ingresos medios por hogar en la localidad eran de $20,731 y los ingresos medios por familia eran $28,619. Los hombres tenían unos ingresos medios de $27,310 frente a los $18,463 para las mujeres. La renta per cápita para la localidad era de $11,948. Alrededor del 30.2% de la población estaba por debajo del umbral de pobreza.